# Micragrotis acydonta
Micragrotis acydonta är en fjärilsart som beskrevs av George Francis Hampson 1903. Micragrotis acydonta ingår i släktet Micragrotis och familjen nattflyn. Inga underarter finns listade i Catalogue of Life.